# 2000 في التشيك
فيما يلي قوائم الأحداث التي وقعت خلال عام 2000 في التشيك.

## سياسة

### تعيين في المنصب
- 1 فبراير – إيفان فيلهلم Rector of Charles University  [لغات أخرى]‏.

### انتهاء فترة المنصب
- 23 نوفمبر – يان كافان عضو مجلس الشيوخ في برلمان جمهورية التشيك ‏.

## رياضة
- 1 يناير – جائزة التشيك الكبرى للدراجات النارية 2000

## وفيات

### يناير
- 1 يناير – أنطون هيدا (مواليد 1878) لاعب جمباز فني من الولايات المتحدة الأمريكية.
- 1 يناير – جوزيف ميسنر (مواليد 1893) لاعب كرة قدم تشيكي.
- 1 يناير – فيليكس بايبس (مواليد 1887) لاعب كرة مضرب نمساوي.
- 23 يناير – ستانيسلاف هيلر (مواليد 1924) موسيقي ألماني.

### أبريل
- 8 أبريل – فرانتيسيك شتاستني (مواليد 1927) متسابق دراجات نارية تشيكي.

### يونيو
- 25 يونيو – فاتسلاف هوبنر (مواليد 1922) عالم فلك تشيكي.

### نوفمبر
- 22 نوفمبر – إميل زاتوبك (مواليد 1922)

### ديسمبر
- 29 ديسمبر – كريستين ريتتير (مواليد 1897)